# Río Grande (afluente del Carrión)
El río Grande o Besandino nace en el lugar llamado AguaSalio alrededor de los 1800 m s. n. m., en el pueblo de Valverde de la Sierra, en León (España). Su nacimiento está situado dentro de los límites del Parque Regional de los Picos de Europa.
Atraviesa los pueblos leoneses de Valverde de la Sierra y Besande, donde recibe arroyos por ambos lados; posteriormente entra a la provincia de Palencia por el parque natural de Fuentes Carrionas, donde riega las tierras de Velilla del Río Carrión, y también se le conoce como arroyo Besandino.
En mitad de su recorrido ha sido embalsado mediante la construcción de una presa, situada prácticamente en el límite provincial.
Finalmente desemboca en el río Carrión en Velilla del Río Carrión.
- Datos: Q6115162